# Perissus trabealis
Perissus trabealis är en skalbaggsart som beskrevs av Holzschuh 2003. Perissus trabealis ingår i släktet Perissus och familjen långhorningar. Inga underarter finns listade i Catalogue of Life.